# Kampstraße (Dortmund)

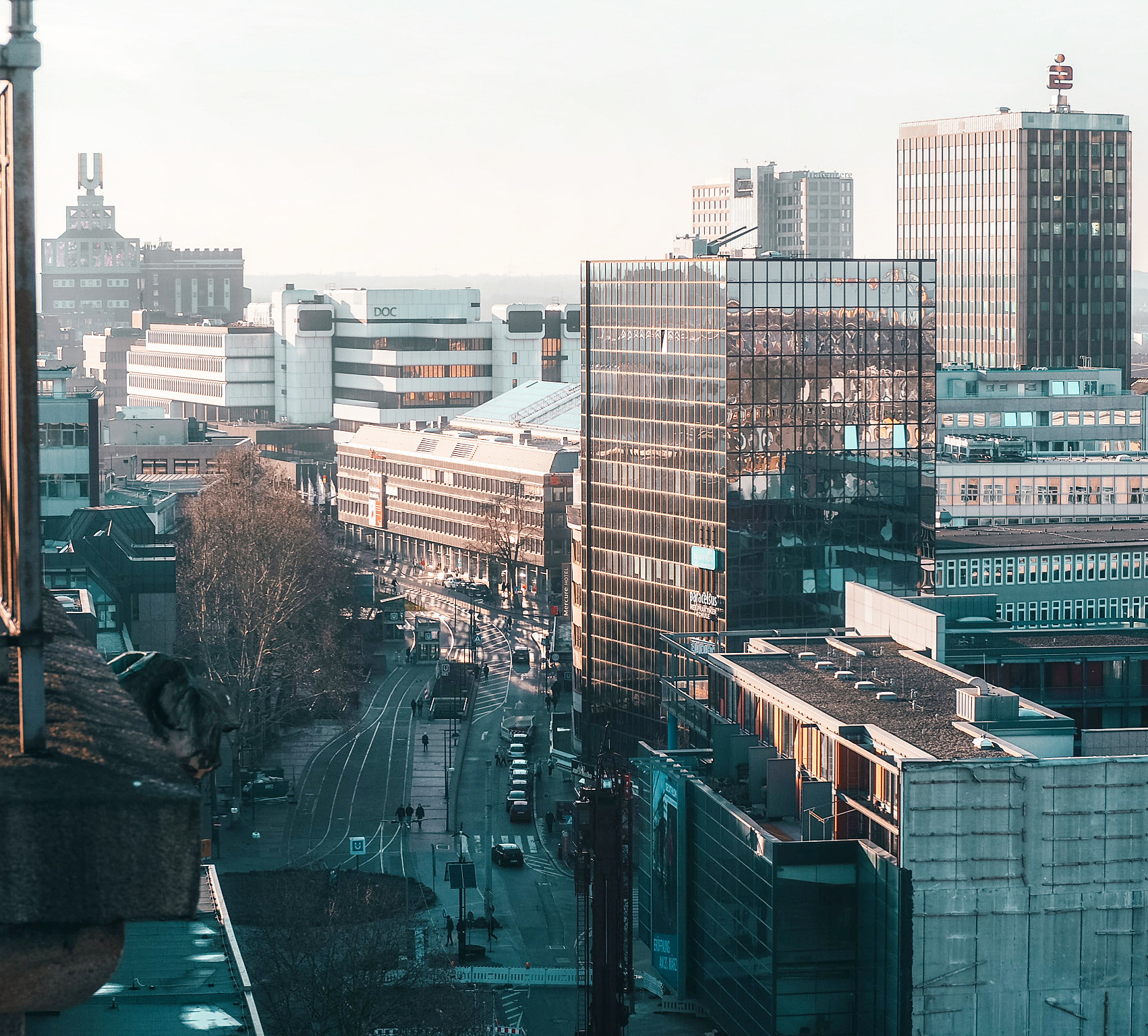
Boulevard Kampstraße, Blickrichtung Westen

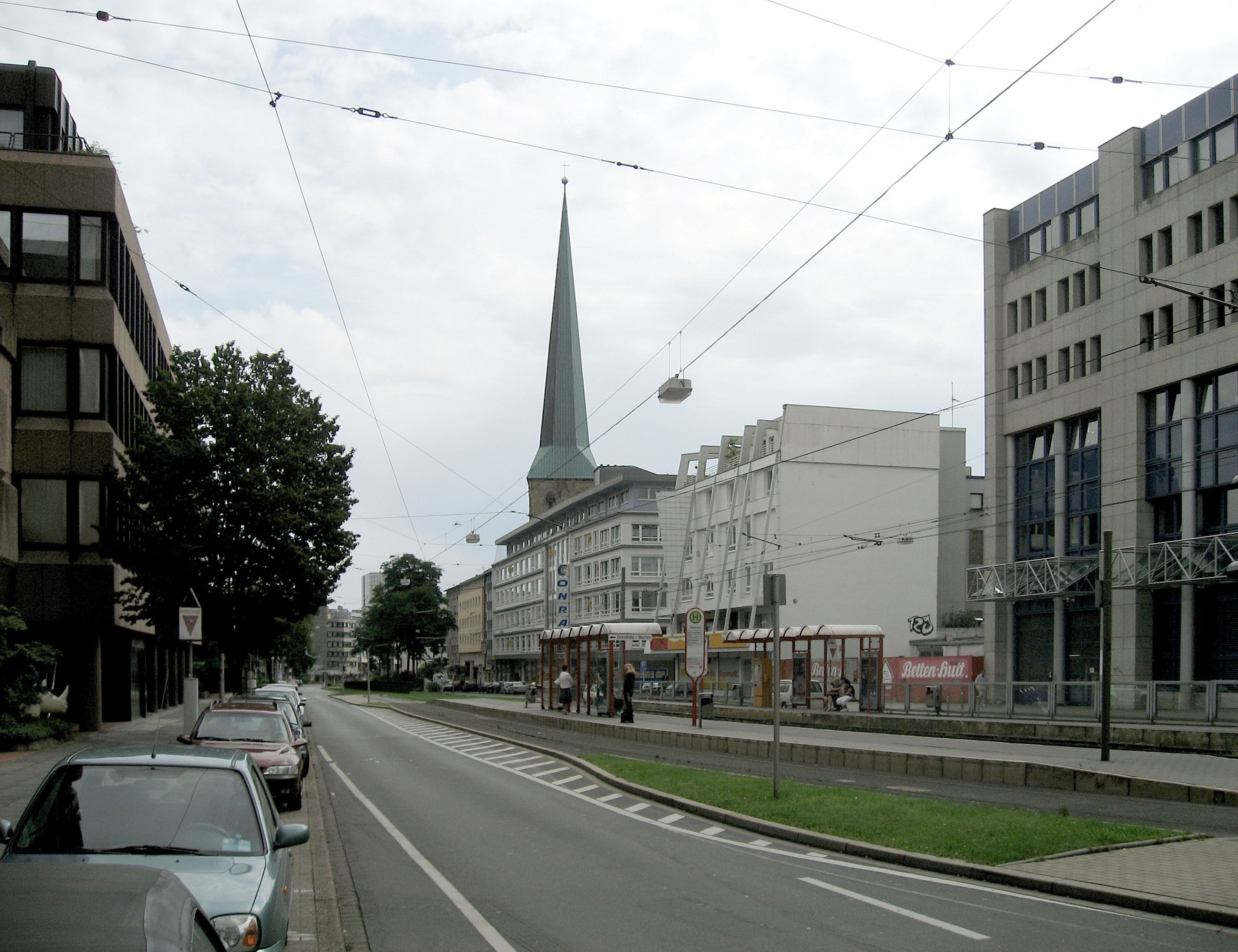
Westlicher Teil der Kampstraße vor dem Umbau im Jahr 2007, noch mit oberirdischer Straßenbahn

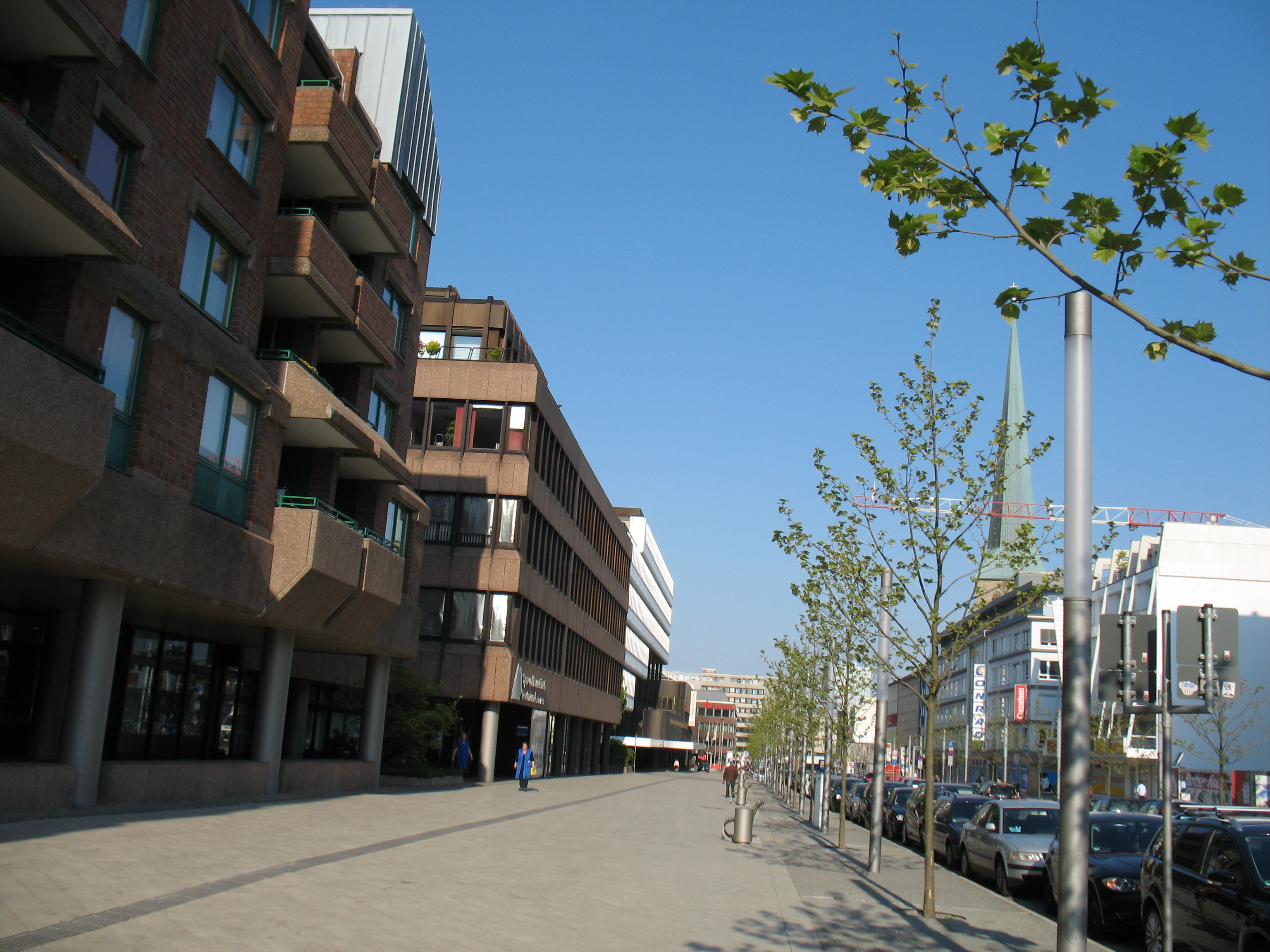
Westlicher Teil heute

Die Kampstraße ist eine Straße in der Innenstadt von Dortmund, welche sich zwischen dem Westentor und Ostentor befindet und in eine Einkaufs- und Flaniermeile umgebaut wird. In diesem Zusammenhang wird sie durch das Stadtmarketing als Boulevard Kampstraße bezeichnet.

## Lage
Die Kampstraße ist ca. 1200 Meter lang und befindet sich in der Innenstadt von Dortmund. Sie liegt parallel zum  Westenhellweg, der Einkaufsmeile Dortmunds. Das Brückstraßenviertel grenzt im Zentrum des Boulevards an. Diese Straße verbindet das Westentor, den Bereich beim Dortmunder U, die Rheinische Straße und das Unionviertel mit der Innenstadt sowie schließt weiter in Richtung Osten die Reinoldikirche mit an. Die Kuckelke, eine meist gastronomisch genutzte Straße, befindet sich zwischen Brüderweg und Reinoldikirche. Der Brüderweg verbindet die Kampstraße mit dem Ostentor.

## Nutzung
Im westlichen Teil, vom Westentor kommend, befinden sich vermehrt Hotels und Restaurants, sowie die Dortmunder  Touristinformation. Derzeit (Stand: Juni 2025) wird es im östlichen Bereich meist von Büros genutzt, außerdem befindet sich dort ein Wohnviertel.

## Geschichte

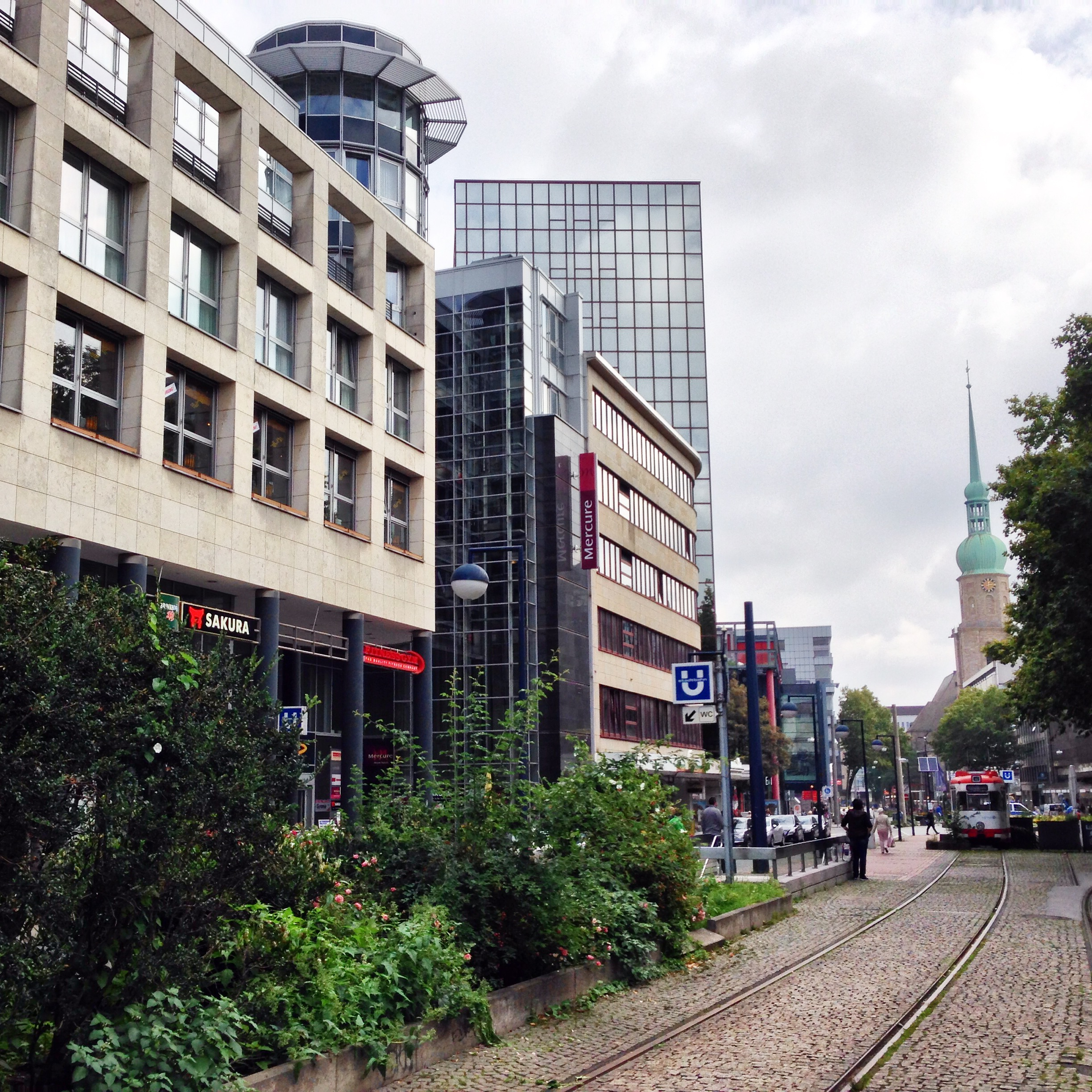
Gleisreste der Straßenbahn

Der heutige Boulevard Kampstraße, auch als Straßenzug Kampstraße/Brüderweg bekannt, behielt lange Zeit seine städtebauliche Struktur von der Zeit des Wiederaufbaus nach dem Zweiten Weltkrieg und diente daher als Durchgangs- bzw. Verbindungsstraße. Für Fußgänger war dieser ca. 30–35 m breite Straßenraum eine schwer zu überwindende Barriere zwischen der südlichen und nördlichen Hälfte der Innenstadt. Außerdem fuhren zwei Straßenbahnlinien durch die Kampstraße, welche aber seitens der Stadt unterirdisch verlegt worden sind und seit dem 27. April 2008 als U 43 und U 44 unterirdisch durch die Innenstadt fahren. Seitdem sah die Stadt es als eine Chance, diesen Straßenzug attraktiver zu gestalten.

### Umbau zum Boulevard
Laut der Aktion Boulevard Kampstraße sind die Pläne als Wettbewerbsbeitrag eingereicht worden. Nach den Planungen des Ateliers Fritschi + Stahl aus dem Jahr 1999, soll dieser Abschnitt der Innenstadt mehr Aufenthaltsqualität bekommen.
2008, nachdem die Straßenbahnlinien 403 und 404 (West-Ost-Strecke) unterirdisch verlegt worden sind wurde der Abschnitt zwischen der St. Petrikirche und Westentor zu einer Fußgängerzone umgebaut, wo sich auch ein Spielplatz befindet. Das Kundencenter der Dortmunder Stadtwerke ist von der gleichnamigen Haltestelle umgezogen und befindet sich in einem der entstandenen Gebäude. Laut der Stadt konnte durch die bereits neu gestaltete Westentorallee eine attraktivere Verbindung zwischen der Innenstadt und dem Dortmunder U hergestellt werden. Auch der Abschnitt zwischen Reinoldikirche und Ostentor (Brüderweg) wurde ähnlich wie die Westentorallee umgebaut.
Der Boulevard ist in drei Segmente aufgeteilt. Die Westentorallee bildet den westlichen und der Brüderweg den östlichen Teilbereich. Es sind bzw. sollen mehrere Platanenalleen angelegt (werden), durch die in der Mitte eine Verkehrsstraße sowie nördlich und südlich breite Gehwege verlaufen. Die Bäume der Alleen werden durch Lichtstelen und Bodenstrahler beleuchtet; ergänzt wird die Planung durch Spielplätze für Kinder und Jugendliche.
Die Pläne aus den späten 1990er-Jahren wurden 2024 verworfen, da sie ständig verändert werden mussten. Die Stadt möchte für die neue Planung eine Firma beauftragen sowie unter dem Namen "RE:START Kampstraße" die Bewohner zur Beteiligung bitten, um Vorschläge zu geben. Zurzeit werden vorbereitende Baumaßnahmen wie die Erneuerung von Leitungen getätigt, und der Bau soll 2027 starten.